# Tonnie de Graaf
Tonnie de Graaf (* 13. September 1926 in Nijmegen (Niederlande); † 20. Februar 1996 in Stadtoldendorf) war ein deutscher Komponist und Musikpädagoge.

## Leben
Tonnie de Graaf wurde 1926 im niederländischen Nijmegen geboren. Nach dem frühen Tod seines Vaters zog die Mutter 1937 mit ihren beiden Söhnen nach Stadtoldendorf bei Holzminden. Mit gerade 17 Jahren wurde Tonnie de Graaf 1944 in den Krieg eingezogen.
Anschließend studierte de Graaf Komposition und Klavier in Braunschweig bei Werner Oehlmann und Siegfried Schulze.
Viele Werke des jungen Tonnie de Graaf sind leider einer unerbittlichen Selbstzensur zum Opfer gefallen.
Sein Werkverzeichnis umfasst eine Orchestersuite, zwölf Klaviersonaten, zahlreiche Klavierstücke sowie viele Lieder für Gesang und Klavier nach Texten von Georg Trakl, Ilse Aichinger, Ingeborg Bachmann, Carl Zuckmayer oder Heinrich Böll.
„Mir gefällt an Ihrer Musik besonders der Grundsatz der Sparsamkeit. Geringer Aufwand, tiefe Wirkung. Darum geht es …“ – so urteilte der Dichter Manfred Hausmann über de Graaf, der Hausmanns „Perlenvorhang“ für Sprecher und Klavier vertonte.
In über 60 Rundfunksendungen war Tonnie de Graaf vertreten.
Von 1946 an erteilte er Musikunterricht. Nach langer schwerer Krankheit verstarb Tonnie de Graaf am 20. Februar 1996.

## Werke
- 15 Improvisationen op.1 (Heinrichshofen-Verlag) – 1953
- 1. Klaviersonate op. 3 (Inventio Musikverlag) – 2010, ISMN M-50156-021-9
- 2. Klaviersonate (Inventio Musikverlag) – ISMN M-50156-022-6
- 4. Klaviersonate (Inventio Musikverlag) – ISMN M-50156-024-0
- 6. Klaviersonate op. 9 (Glogger-Verlag)
- 10. Klaviersonate op. 31 – 1968
- 11. Klaviersonate op. 38 (Heinrichshofen-Verlag) – 1969

- CD/LP: Rose Marie Zartner (Klavier) spielt Tonnie de Graaf, Kapitän Records Peter Schünemann